# Google Ads
Google Ads, antes conhecido como Google AdWords, é o principal serviço de publicidade da Google e principal fonte de receita desta empresa representando 96% dos quase 37,9 Bilhões de dólares que a empresa faturou em 2011. O serviço usa o sistema de publicidade por Custo por Clique (CPC) e Custo por mil impressões (CPM) que consiste em anúncios em forma de links encontrados, principalmente, nos mecanismos de pesquisa relacionados às palavras-chave que o internauta está pesquisando. É um modo de adquirir publicidade altamente segmentada independentemente de qual seja o orçamento do anunciante, no entanto, não oferece tantos recursos e facilidades  nas políticas como o BingAds, seu maior concorrente. Os anúncios do Ads são exibidos juntamente com os resultados de pesquisa no Google, assim como em sites de pesquisa e de conteúdo, chamado de rede de Display, da crescente rede de anúncios do Google, que inclui AOL, EarthLink, HowStuffWorks e Blogger.

## Classificação dos anúncios
A posição do anúncio na página de resultados é definida pela fórmula:
Classificação do anúncio = CPC máximo X Índice de qualidade
O Índice de qualidade é determinado pelo histórico de desempenho no Google: sua taxa de cliques (CTR), a relevância do texto do anúncio, o histórico de desempenho da palavra-chave, a qualidade da página de destino e outros fatores de relevância.
Em resumo, o Google valoriza anúncios cujo conteúdo tem uma relação mais estreita com a busca realizada, e com isso, dificulta que empresas exibam anúncios nos resultados de pesquisa em setores não relacionados ao seu ramo de atividade.

### CPM - Custo por mil impressões
Consiste num sistema no qual o anunciante paga um valor acordado pela quantidade de vezes que o anúncio é visto pelo consumidor, independentemente da sua ação posterior. Este acordo, normalmente, é estipulado o valor por cada mil impressões.

### CPC - Custo por Clique
Consiste num sistema no qual o anunciante paga um valor acordado pela quantidade de vezes que o anúncio é clicado e não apenas visualizado, permitindo assim ao anunciante pagar um determinado valor somente quando o usuário clica em determinada coisa.
É considerado por muitos a forma mais justa de publicidade visto que o usuário que realizou a pesquisa apenas clica no anúncio que já está inclinado à compra.

### Rede de Display
Os anúncios são exibidos em sites parceiros do Google (como o próprio Gmail), site e blogs que se inscreveram no programa de afiliados Google, conhecido como Adsense. Muitos blogs e inclusive portais de notícias disponibilizam blocos de anúncios Google em suas respectivas páginas.

### Estrutura de conta e campanha no Google Ads
Exemplo de estrutura de conta Adwords
- Conta: Qualquer conta Google, como Gmail, por exemplo.
- Campanhas: leve em consideração criar uma campanha para cada linha de produtos ou serviços do seu site. Campanhas diferentes para dispositivos, entre desktop e mobile. Exemplo prático: se você trabalha com vendas de produtos para bebês, crie uma campanha para vestuários e outra para acessórios.
- Grupos de anúncios: Divida cada tipo de produto e coloque em grupos respectivos. Crie um grupo para sapatinhos de bebês, outro para macacões, e por aí vai.
- Palavras-chave: adicione as palavras-chave correspondentes para cada grupo de anúncio.
- Anúncios: configure títulos, descrições e páginas de destinos.

## Tipos de Anúncios no Google Ads[3]

### Anúncios nos motores de pesquisa (SEA/SEM)
- Anúncios na Rede de Pesquisa Google (Search Ads)
- Anúncios na Rede de Pesquisa Google de Chamada (Call Only)
- Anúncios na Rede de Pesquisa Google Dinâmico (Dynamic Search Ads – DSA)
- Anúncios na Rede de Pesquisa Google para Instalações de Aplicações para dispositivos móveis
- Anúncios na Rede de Pesquisa Google e Rede de Parceiros

### Anúncios na rede de Display (GDN)
- Anúncios de texto na Rede Display Google
- Anúncios Gráficos na Rede Display Google
- Anúncios Dinâmicos na Rede Display Google
- Anúncios de Engajamento na Rede Display Google (Light Box)
- Anúncios de Engajamento na Rede Display Google (Rich Media)
- Anúncios de Banners na Rede Display de Aplicações (Admob)
- Anúncios Gmail Sponsored Promotions (GSP Ad Gallery)
- Anúncios Gmail Sponsored Promotions (GSP HTML/Formulário)

### Anúncios vídeo (Rede Youtube)
- Anúncios de Visualização (Youtube In-Display)
- Anúncios Vídeo em Pesquisa Youtube (Youtube In-Search)
- Anúncios de Sobreposição (Youtube Overlay)
- Anúncios de Vídeo Ignoráveis (Youtube Trueview)
- Anúncios de Vídeo não ignoráveis.

## Rebranding
Em 27 de junho de 2018, Google retirou as marcas DoubleClick e AdWords para simplificar os pontos de entrada para anunciantes e vendedores de anúncios. Sua ferramenta básica para anúncios começou a se chamar Google Ads, com acesso ao inventário na pesquisa do Google, seu YouTube serviço de vídeo, a loja de aplicativos do Google Play e 3 milhões de parceiros. 